# Des Blutes Stimme
Des Blutes Stimme - jest trzecim pełnym albumem muzycznym paganmetalowej grupy Riger. Wydany został w 2002 roku jako limitowany digipak.

## Lista utworów
1. „Des Blutes Stimme” – 5:14
2. „Irminsul” – 5:55
3. „Auf die Ahnen” – 5:05
4. „Wjerewulf” – 5:20
5. „Homo Decadencia” – 6:00
6. „Im Grau'n der Nacht” – 4:27
7. „Teutonenzorn” – 4:47
8. „Woutes Heer” – 4:14
9. „Im Gedenken...” – 5:37

## Twórcy
- Ingo Tauer – wokal
- Peter Patzelt – gitara elektryczna
- Nicola Jahn – gitara elektryczna
- Janko Jentsch – gitara basowa
- Stefan Schieck – perkusja